# Eugène Green
Eugène Green (New York, 28 giugno 1947) è un regista, sceneggiatore, drammaturgo e attore francese di origine statunitense.

## Biografia
Eugène Green è nato a New York nel 1947. Nel 1968 ha lasciato gli Stati Uniti, da lui chiamato «le pays de la barbarie» e di cui non pronuncia mai il nome, e si è trasferito in Europa.
Dopo aver viaggiato attraverso il vecchio continente, nel 1969 si è stabilito a Parigi, dove ha compiuto gli studi in lettere (laurea triennale e magistrale dal 1970 al 1973) e poi in storia dell'arte (laurea triennale e diploma di studi avanzati dal 1975 al 1977).
Nel 1976 ha ottenuto la cittadinanza francese.
Nel 1977, dopo aver partecipato come comparsa nel film Il diavolo probabilmente di Robert Bresson, ha fondato la compagnia Théâtre de la Sapience, con la quale Green ha lavorato per riscoprire, restaurare e ricostituire la lingua barocca e con essa il corpo dell'attore barocco. Eugène Green ha fatto per il teatro barocco quello che Gustav Leonhardt e Nikolaus Harnoncourt hanno compiuto per la musica barocca.
In poco più di venti anni, Eugène Green ha formato attori e cantanti con i corsi di formazione all'Accademia Monteverdi di Venezia, al Corso d'estate di Erice, al Centre de musique ancienne di Ginevra, all'École supérieure d'art dramatique di Ginevra e al Corso internazionale di Urbino;
ha portato in scena La Suivante di Corneille (Avignone, 1993), Il Cid di Corneille (Avignone, 1995), La Place Royale di Corneille (Avignone, 1996), Mitridate di Racine (25 repliche alla Cappella della Sorbona, 1999), Castor et Pollux di Rameau (Teatro Nazionale di Praga, 1999).
Nel 1999 ha realizzato il suo primo lungometraggio, Toutes les nuits, liberamente ispirato a L'educazione sentimentale di Flaubert, uscito el 2001 e che ha vinto il premio Louis-Delluc per l'opera prima.
L'opera ha attirato l'attenzione di Jean-Luc Godard, che lo ha considerato tra i film che lo avevano più interessato negli ultimi anni.
Nel 2002 ha diretto il cortometraggio Le nom du feu. In quello stesso anno ha rappresentato il Sermon sur la mort di Jacques-Bénigne Bossuet nella chiesa di Santo Stefano del Monte; per rievocare lo spirito del XVII secolo, la chiesa era illuminata da candele e Green ha tenuto il sermone dal pulpito.
Nel 2003 ha pubblicato due libri: la raccolta di racconti Rue des Canettes e il saggio sulla natura nel cinema Présences.
Inoltre, ha ottenuto i finanziamenti per un cortometraggio, che alla fine diventa un lungometraggio di 75 minuti: The Living World.
Nello stesso anno ha ottenuto un finanziamento per dirigere Le Pont des Arts, un progetto risalente al 1997.
Il film è sia una favola sulla foza dell'arte, che permette alla coppia di protagonisti di ritrovarsi oltre la morte, sia una vivace satira del mondo della musica barocca. Come sempre, il cinema di Eugène Green divide nettamente la critica. Alcuni, come Jean Collet sulla rivista Étvdes, condannano le scelte estetiche radicali, ritenendo che la scelta della presunta pronuncia del XVII secolo dia «un effetto disastroso sullo schermo». L'aspetto satirico del film disturba anche alcuni critici, come Jean-Philippe Tessé, che lo vede come nient'altro che un «regolamento di conti».
È stato presentato in anteprima al 57º Locarno Film Festival.
Nel 2008 ha pubblicato il suo primo romanzo, La Reconstruction.

Nel 2009 ha girato a Lisbona, in lingua portoghese, il lungometraggio A Religiosa Portuguesa, che racconta la storia di un'attrice francese, di origine portoghese, che si reca a Lisbona per girare un adattamento cinematografico delle Lettere di una monaca portoghese di Gabriel-Joseph de Lavergne e che nel corso dei suoi vagabondaggi per la città, cerca di dare un nuovo significato alla sua vita.
Il film è stato presentato in anteprima al 62º Locarno Film Festival.
Nel 2009 ha anche pubblicato il secondo romanzo, La Bataille de Roncevaux, in cui racconta il percorso spirituale di un giovane basco costretto a confrontarsi con l'apprendimento della lingua francese.
Nel 2011 è stato invitato al 29º Torino Film Festival, che gli ha riservato una retrospettiva.
Nello stesso anno ha pubblicato La Communauté universelle, che racconta di una coppia di trentenni che, dopo che la moglie ha lasciato improvvisamente e senza spiegazioni il marito; per entrambi sarà un ritorno alle proprie radici. Il romanzo ha ricevuto il Grand Prix Catholique de Littérature nel 2012.
Nel 2012 ha pubblicato Les Atticistes, romanzo satirico che racconta la storia di due persone: lui seguace dell'atticismo francese, lei semiologa femminista e seguace della metaletteratura per tutta la seconda metà del XX secolo.
Nel 2014 ha pubblicato Le Lac de cendres, suo primo libro di poesie.
In quello stesso 2014 ha diretto La Sapienza, presentato in anteprima al 67º Locarno Film Festival, mentre in Italia è stato presentato al 32º Torino Film Festival.
Nel 2015 ha realizzato nei Paesi Baschi il documentario Faire la parole su quattro adolescenti che si raccontano nella loro lingua, presentato al 33º Torino Film Festival.
Nel 2016 ha realizzato il lungometraggio Le Fils de Joseph, storia di un adolescente parigino senza padre che incontra Joseph, peccatore redento dal proprio passato, presentato al 66º Festival di Berlino, mentre in Italia è stato presentato nella sezione Onde del 34º Torino Film Festival.
Nel 2017 ha realizzato il lungometraggio En attendant les barbares, quale approdo di un laboratorio di attori che il regista aveva tenuto al Pavillon Mazar di Tolosa, presentato al Festival Internacional de Cine de Gijón, dove ha ottenuto il premio Principato delle Asturie, e al 35º Torino Film Festival.
Nel 2018 ha realizzato Preso egon denaren gogoa, episodio del film collettivo Gure oroitzapenak (Le nostre memorie), in lingua basca, sull'opera dello scrittore basco Joseba Sarrionandia, presentato al 66º Festival internazionale del cinema di San Sebastián.
Nel 2020 ha realizzato il lungometraggio Atarrabi et Mikelats, girato in lingua basca, sul mito di Atarrabi e Mikelats, figli della dea Mari, presentato al 68º Festival internazionale del cinema di San Sebastián.
Nel 2022 ha realizzato il mediometraggio Le mur des morts, che prende spunto da un lungo muro realizzato a Parigi sul quale sono ricordati i nomi dei soldati parigini morti nella Prima guerra mondiale, trasmesso sul canale televisivo francese arte l'11 settembre 2022, poi presentato il 6 novembre 2022 al 19º Festival de Cine Europeo de Sevilla e il 28 novembre 2022 al 40º Torino Film Festival.
Il 21 maggio 2024 gli è stato consegnato il Premio Robert Bresson, in occasione del 25º anniversario della morte del regista francese, nel corso del 77º Festival di Cannes, con la motivazione che il Premio «viene assegnato a Eugène Green, per l'incessante e coerente ricerca di una forma cinematografica autentica, rispettosa della verità dell'uomo e delle cose».

## Filmografia

### Regista e sceneggiatore
- Toutes les nuits (2001)
- Le nom du feu – cortometraggio (2002)
- Le monde vivant (2003)
- Le pont des Arts (2004)
- Les signes – cortometraggio (2006)
- Memories, co-regia di Pedro Costa e Harun Farocki, episodio Correspondences (2007)
- Correspondances – cortometraggio (2009)
- A Religiosa Portuguesa (2009)
- La Sapienza (2014)
- Faire la parole (2015)
- Le fils de Joseph (2016)
- En attendant les barbares (2017)
- Como Fernando Pessoa Salvou Portugal – cortometraggio (2017)
- Gure oroitzapenak, episodio Preso egon denaren gogoa (2018)
- Atarrabi et Mikelats (2020)
- Le mur des morts – mediometraggio (2022)

### Attore
- Toutes les nuits, regia di Eugène Green (2001)
- Le pont des Arts, regia di Eugène Green (2004)
- Les Amitiés maléfiques, regia di Emmanuel Bourdieu (2006)
- Les signes, regia di Eugène Green – cortometraggio (2006)
- Fragments sur la grâce, regia di Vincent Dieutre (2006)
- A Religiosa Portuguesa, regia di Eugène Green (2009)
- Theodore Casson, regia di Romain Baujard – cortometraggio (2013)
- La Sapienza, regia di Eugène Green (2014)
- Le fils de Joseph, regia di Eugène Green (2016)
- En fumée, regia di Quentin Papapietro (2018)
- Como Fernando Pessoa Salvou Portugal, regia di Eugène Green – cortometraggio (2017)
- Le mur des morts, regia di Eugène Green (2022)
- Saintonge giratoire, regia di Quentin Papapietro – cortometraggio (2023)